# Controllo finanziario internazionale
Il controllo finanziario internazionale (in greco Διεθνής Οικονομικός Έλεγχος?), fu la supervisione delle finanze pubbliche della Grecia, imposta dalle Potenze europee, che avevano effettuato prestiti alla Grecia nell'autunno del 1897, in seguito al fallimento del paese quattro anni prima. L'obiettivo si basava sul pagamento dei debiti del paese ai suoi creditori. Il controllo era esercitato da una commissione di sei persone, la Commissione Internazionale Finanziaria (nome ufficiale in francese Commission Internationale Financière de la Grèce).

## Contesto e precedenti pratiche internazionali
Tra il 1857 e il 1859, Regno Unito, Francia e Russia crearono la Commissione d'inchiesta finanziaria internazionale, una commissione il cui obiettivo era rilevare la capacità della Grecia di ripagare il debito del 1833. Questa commissione, per intervento della Russia, non aveva il ruolo di controllare l'economia e garantire i pagamenti, ma era limitata a un ruolo consultivo. Il risultato del lavoro di questa commissione fu il pagamento di una rata pari a 900.000 franchi francesi nel 1860.
La Tunisia ottomana fallì nel 1869 in una situazione economica simile e, per riscuotere i propri debiti, fu costituita la Commission Financière Internationale dai suoi creditori: Francia, Regno Unito e Italia. Questo comitato era responsabile della gestione delle finanze statali per garantire il rimborso dei debiti tunisini.
L'impero ottomano fallì allo stesso modo nel 1875 e il 20 dicembre 1881, con il decreto di Muharrem acconsentì alla creazione dell'Amministrazione del Debito pubblico ottomano (OPDA), un'organizzazione di recupero crediti con 5.000 dipendenti. L'OPDA aveva più di venti uffici nelle province dell'impero, dallo Yemen a Salonicco, con piena libertà nel decidere le modalità di riscossione, e di attribuzione dei debiti ai paesi creditori.

## Fallimento della Grecia e sconfitta nella Guerra greco-turca del 1897
Nel 1893, il governo del primo ministro greco Charilaos Trikoupis dichiarò bancarotta. Il controllo parziale, tipico e inconsistente, fu imposto dai creditori del paese senza avere il potere di interferire nelle finanze pubbliche greche. Il governo greco, oltre la metà delle cui entrate andò nel 1893 al servizio dei prestiti, era inoltre afflitto dal clientelismo. Seguirono diversi anni di trattative infruttuose. I primi Giochi olimpici moderni (svoltisi nel 1896) aumentarono le spese statali.
La situazione cambiò quando la Grecia si scontrò con la Turchia durante la guerra greco-turca del 1897. La Grecia si trovava in una posizione difficile, con le sue forze armate incapaci di fermare l'avanzata dell'esercito turco, che aveva conquistato la Tessaglia e parte della Grecia centrale. Il paese fu costretto ad accettare la sconfitta il 4 dicembre 1897 con il Trattato di Costantinopoli. Il trattato prevedeva la condizione che la Grecia dovesse pagare alla Turchia la somma di 4.000.000 di lire ottomane, come immediata riparazione di guerra. Il governo di Alexandros Zaimis fu costretto a negoziare prestiti aggiuntivi con i creditori del Paese, con lo svantaggioso precedente del fallimento.
I negoziati portarono all'imposizione del controllo finanziario internazionale per la ristrutturazione finanziaria della Grecia e alla conseguente garanzia che il Paese sarebbe stato in grado di rimborsare i suoi prestiti, vecchi e nuovi.

## Condizioni di prestito
Le trattative con i rappresentanti dei creditori (Regno Unito, Francia, Austria-Ungheria, Impero tedesco, Russia e Italia) iniziarono nell'ottobre 1897 e sfociarono nell'emanazione della legge 2519/23-2-1898, secondo la quale veniva istituita e successivamente rinominata la Commissione finanziaria internazionale.
L'accordo prevedeva quanto segue:
1. Emissione di un prestito per riparazioni di guerra e un "prestito economico". Un prestito garantito di 151.300.000 di franchi francesi è concesso alla Grecia dalle Grandi Potenze. Il prestito è stato utilizzato per pagare 93.900.000 di franchi all'Impero ottomano come riparazioni di guerra, l'attuale debito statale di 31.400.000 di franchi, il deficit del 1897 di 22.500.000 di franchi e le spese di emissione del prestito di 3.500.000 di franchi.
2. Ipoteca delle entrate fiscali per rimborsare i prestiti. Per fare ciò, la Commissione ha acquisito fonti di reddito regolari e ha valutato le agenzie statali per la loro efficienza e capacità di riscossione delle tasse. La Commissione ha riscosso dal porto del Pireo[6] le entrate dei monopoli del sale, dell'olio, dei fiammiferi, delle carte da gioco, delle cartine per sigarette e della smeriglio di Naxos, della tassa sui tabacchi, dei bolli e dei dazi sequestrati.
3. Ristrutturazione del debito.

## XX secolo
La Commissione internazionale finanziaria rimase ad Atene fino al 1936. Secondo alcuni osservatori, l'esperienza non fu del tutto negativa per la pubblica amministrazione in quanto permise allo Stato di aumentare le entrate e ridurre i deflussi e le sottrazioni di capitali.

## Controlli internazionali simili
- Caisse de la Dette nel Chedivato d'Egitto
- Amministrazione ottomana del debito pubblico nell'Impero ottomano
- Amministrazione del debito marocchino nel Sultanato del Marocco